# Films américains sortis en 2018
Listes de films américains
- 2014
- 2015
- 2016
- 2017
- 2018
- 2019
- 2020
- 2021
- 2022

Principaux films américains sortis aux États-Unis en 2018.

## Films sortis en 2018

### Janvier, février, mars
| Sortie        | Sortie | Titre                                                 | Studio                | Réalisateur    | Casting                                             | Genre              | Réf.  |
| ------------- | ------ | ----------------------------------------------------- | --------------------- | -------------- | --------------------------------------------------- | ------------------ | ----- |
| J A N V I E R | 3      | Insidious:The Last Key (Insidious : La Dernière clé ) | Blumhouse Productions | Adam Robitel   | Lin Shaye, Caitlin Gerard, Spencer Locke            | horreur            |       |
| F E V R I E R | 9      | The 15:17 to Paris (Le 15 h 17 pour Paris)            | Malpaso Productions   | Clint Eastwood | Anthony Sadler, Aleksander Skarlatos, Spencer Stone | drame biographique | [ 1 ] |
| M A R S       |        |                                                       |                       |                |                                                     |                    |       |

### Avril, mai, juin
| Sortie    | Sortie | Titre | Studio | Réalisateur | Casting | Genre | Réf. |
| --------- | ------ | ----- | ------ | ----------- | ------- | ----- | ---- |
| A V R I L |        |       |        |             |         |       |      |
| M A I     |        |       |        |             |         |       |      |
| J U I N   |        |       |        |             |         |       |      |

### Juillet, août, septembre
| Sortie            | Sortie | Titre                                         | Studio                                                                    | Réalisateur  | Casting                     | Genre              | Réf.  |
| ----------------- | ------ | --------------------------------------------- | ------------------------------------------------------------------------- | ------------ | --------------------------- | ------------------ | ----- |
| J U I L E T       |        |                                               |                                                                           |              |                             |                    |       |
| A O Û T           | 3      | Christopher Robin (Jean-Christophe et Winnie) | Walt Disney Pictures                                                      | Marc Forster | Jim Cummings, Ewan McGregor | Comédie dramatique | [ 2 ] |
| A O Û T           | 17     | 22 Miles                                      | STX Films / H. Brothers The Hideaway Entertainment Tang Media Productions | Peter Berg   | Mark Wahlberg, Iko Uwais    | action             | [ 3 ] |
| S E P T E M B R E |        |                                               |                                                                           |              |                             |                    |       |

### Octobre, novembre, décembre
| Sortie          | Sortie | Titre         | Studio                           | Réalisateur | Casting                                         | Genre                                | Réf.  |
| --------------- | ------ | ------------- | -------------------------------- | ----------- | ----------------------------------------------- | ------------------------------------ | ----- |
| O C T O B R E   | 19     | Mid90s (90's) | A24 Films Waypoint Entertainment | Jonah Hill  | Sunny Suljic, Katherine Waterston, Lucas Hedges | comédie dramatique récit initiatique | [ 4 ] |
| N O V E M B R E |        |               |                                  |             |                                                 |                                      |       |
| D É C E M B R E |        |               |                                  |             |                                                 |                                      |       |